# Mateare
Mateare là một khu tự quản thuộc tỉnh Managua, Nicaragua. Khu tự quản Mateare có diện tích 298 ki lô mét vuông. Đến thời điểm năm 2005, huyện Mateare có dân số 28775 người.